# Toulitka Scherzerova

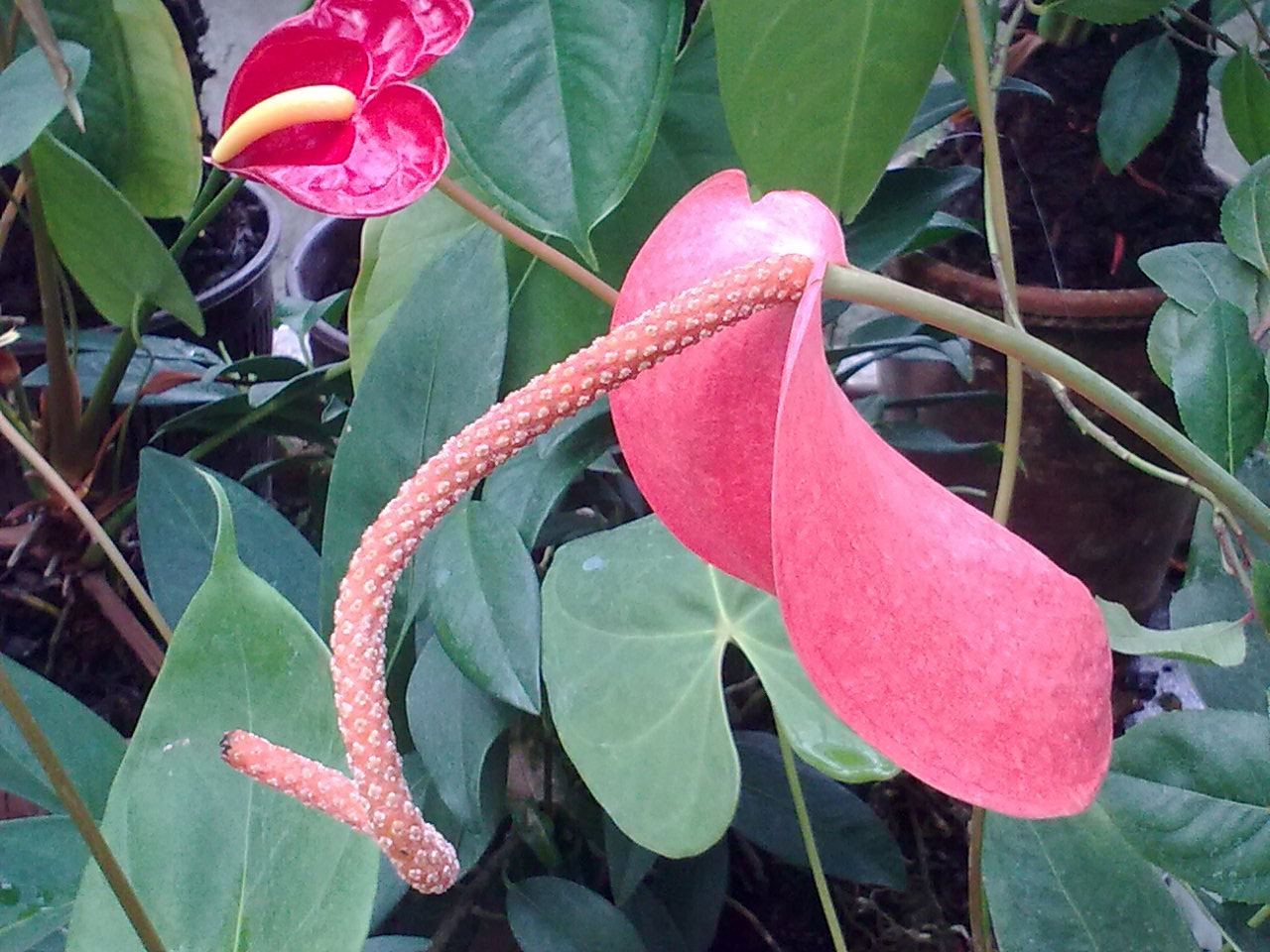
Výrazné květenství (palice)

Toulitka Scherzerova (Anthurium scherzerianum) je tropická rostlina pěstovaná pro výrazná květenství. Po taxonomické stránce je to druh z rozsáhlého rodu toulitka, ve kterém je řazena do sekce Porphyrochitonium. Pochází ze Střední Ameriky, pravděpodobně z Guatemaly či Kostariky, kde roste v deštných lesích v nadmořské výšce 1000 až 2000 m. Pro kulturu ji objevil v polovině 19. století botanik Karl von Scherzer, po kterém dostala druhové jméno.

## Ekologie
Vytrvalá rostlina rostoucí v původních stanovištích jako pozemní nebo jako epifytická na stromech, přičemž jejich hrubou kůru nebo dutiny používá pouze pro upevnění kořenů. Pro úspěšný vývin požaduje vysokou vzdušnou vlhkost, slabě vlhký, mírně kyselý a humózním substrát a měkkou vodu. Důležité je i dobře osluněné místo s rozptýleným světlem a proudící vzduch zabraňující vzniku houbovým chorobám. Pro podporu kvetení je nutno občas doplnit spotřebované živiny a vyměnit substrát.
Při poskytnutí ideálních podmínek kvete i ve středoevropském bytě celoročně. V zimním období mívá často nedostatek světla a zastavuje se tvorba květních pupenů, tehdy je třeba snížit teplotu a omezit zálivku.

## Popis
Z trsu bez kmínku vyrůstají z křehkých, masitých kořenů matně tmavozelené, pochvaté listy s tlustými řapíky dlouhými až 20 cm. Tuhé listové čepele jsou úzce kopinaté až hrotnatě eliptické, bývají dlouhé téměř 25 cm a široké 4 až 8 cm, na bázi jsou tupé až klínovité a na vrcholu mají úzkou špičku. Lícní strana je pololesklá, rubová matná a obě bývají hustě žláznatě tečkované, vystouplá střední žilka je obklopena 8 až 11 zpeřenými vedlejšími žilkami. Listy obsahují krystaly šťavelanu vápenatého a mohou po požití (např. domácími zvířaty) způsobit silné pálení v ústech.
Z paždí listů vyrůstá na stopce dlouhé 15 až 50 cm srdčitý, eliptický nebo vejčitý, zářivě šarlatový listen s voskovitým povlakem tvořící otevřený toulec. Bývá 2 až 8 cm velký, na vrcholu je zúžený a obvykle mírně zkroucený. Květenstvím je červenooranžová, stočená palice obsahující drobné, ve spirále rostoucí oboupohlavné květy se čtyřčetným, téměř průsvitným okvětím ve dvou přeslenech, čtyřmi tyčinkami a vejčitým, dvoudílným semeníkem s bliznou. V palici rozkvétají květy od spodu k vrcholu, současně jich kvete pět až šest a proti samoopylení jsou chráněny protogynií. V době rozvití vylučují květy nektar, opylovači jsou nejčastěji včely z tribu Euglossini, které jsou lákány i výrazným toulcem.
Z opylených květů se vyvíjejí plody velmi pomalu, teprve za deset až dvanáct měsíců dozrávají červené bobule, na dobře opylené palici může jich může být 150. Bobule obsahuje dvě až čtyři bělavá semena vejčitého tvaru, která po uschnutí ztrácejí klíčivost.

## Rozmnožování
Nejběžnějšími způsoby rozmnožování je jarní dělení trsů při kterém vzniká jen málo nových jedinců, nebo vysetí čerstvých semen nezaručující zase přenos vypěstovaných vlastností mateřské rostliny na potomstvo. Ve specializovaných zahradnických podnicích se pro zachování vyšlechtěných vlastností množí toulitky výhradně mikropropagací (používají se kalusové tkáně nebo axiální pupeny).

## Možnost záměny
Obdobně jako toulitka Scherzerova se pěstuje i podobná toulitka Andréova, která se na prvý pohled odlišuje existenci krátkého kmínku a většími listy i toulci a rovnou palicí.

## Význam
Toulitka Scherzerova se stala oblíbenou, byť na prostředí náročnou pokojovou rostlinou a je často pěstována. Obdobně jsou populární i její řezané květy, neboť jsou velmi trvanlivé a za vhodných podmínek vydrží ve váze i osm týdnů.
Původní druh se již nepěstuje, bylo vyšlechtěno mnoho hybridů a kultivarů, které se souhrnně označují jako (Anthurium scherzerianum hort.). Jsou pěstovány po celém světě v desítkách forem lišících se velikosti, zbarvením toulce, palice i trvanlivostí. Mnohé pěstitelské podniky množí své vlastní výpěstky. V České republice jsou nejznámější: s červeným toulcem 'Amazone', 'Arabella', 'Ariane', 'Artus', 'Dolly', 'Dolores', 'Chanty', 'Molly', 'Opus', 'Rosemarie', 'Solara', 'Sunlight' a 'Tessa', s bílým 'Allura' a 'Moonlight', s růžovým 'Lilian', 'Rosanne' a 'Stephanie', se zeleným 'Arinos' a 'Smarag' nebo s červeným bíle skvrnitým 'Amaretti' a 'Graffiti'.